# Cardona (Rizal)
Cardona ist eine philippinische Stadtgemeinde in der Provinz Rizal, in der Verwaltungsregion IV, Calabarzon. Sie hat 49.034 Einwohner (Zensus 1. August 2015), die in 18 Barangays lebten. Sie wird als Gemeinde der zweiten Einkommensklasse auf den Philippinen und als teilweise urbanisiert eingestuft.
Cardona liegt an den Ufern des größten Binnensees der Philippinen, des Laguna de Bay. Ihre Nachbargemeinden sind Binangonan im Westen und Morong im Norden. Die Topographie der Gemeinde ist gekennzeichnet durch die südlichen Ausläufer der Zentralen Luzon-Ebene.

## Baranggays
| - Balibago - Boor - Calahan - Dalig, Kuhala - Del Remedio (Pob.) - Iglesia (Pob.) - Lambac - Looc - Malanggam-Calubacan | - Nagsulo - Navotas - Patunhay, Longos - Real (Pob.) - Sampad - San Roque (Pob.) - Subay - Ticulio - Tuna |

## Weblink
- Informationen der Philippine Statistics Authority über Cardona